# Scott Walker (Eishockeyspieler)
Scott Walker (* 19. Juli 1973 in Cambridge, Ontario) ist ein ehemaliger kanadischer Eishockeyspieler sowie derzeitiger -trainer und -funktionär, der im Verlauf seiner aktiven Karriere unter anderem 869 Spiele für die Vancouver Canucks, Nashville Predators, Carolina Hurricanes und Washington Capitals in der National Hockey League auf der Position des Centers bestritten hat. Seinen größten Karriereerfolg feierte Walker im Trikot der kanadischen Nationalmannschaft mit dem Gewinn der Silbermedaille bei der Weltmeisterschaft 2005. Seit Sommer 2022 ist er als Cheftrainer bei den Guelph Storm in der Ontario Hockey League (OHL) tätig.

## Karriere
Scott Walker begann seine Karriere 1991 bei den Owen Sound Platers in der kanadischen Juniorenliga Ontario Hockey League. Nachdem er im NHL Entry Draft 1993 in der fünften Runde an Position 124 von den Vancouver Canucks ausgewählt worden war, spielte er die folgenden zwei Jahre hauptsächlich in der zweitklassigen American Hockey League für die Farmteams der Canucks. 
In der Saison 1995/96 gehörte er dann erstmals auf Dauer zum NHL-Kader von Vancouver. Zeigte er dort hauptsächlich sein körperlich hartes Spiel, konnte er nach seinem Wechsel zu den Nashville Predators, die ihn im NHL Expansion Draft 1999 ausgewählt hatten, auch seine Fähigkeiten als solider Scorer unter Beweis stellen. Seine beste Saison hatte er 2003/04, als er mit 25 Toren und 42 Vorlagen auf 67 Punkte kam.
Im Sommer 2006 transferierten ihn die Predators zu den Carolina Hurricanes, wo er auch an seine guten Leistungen anknüpfen konnte. Nach der Saison 2006/07 erhielt er eine über drei Jahre laufende Vertragsverlängerung. Im März 2010 wurde er zu den Washington Capitals transferiert. Nach der Saison 2009/10 beendete er seine Karriere als aktiver Spieler.
Am 23. Dezember 2010 wurde Walker zum Cheftrainer der Guelph Storm in der Ontario Hockey League (OHL) ernannt. Diesen Posten füllte er bis zum Sommer 2015 aus, anschließend kaufte er das Franchise. Nach seiner Trainertätigkeit in Guelph wurde er von den Vancouver Canucks verpflichtet, wo er nach drei Jahren als Entwicklungstrainer im Sommer 2018 zum Director of Player Development befördert wurde. Bereits nach einem Jahr verließ er die Organisation jedoch wieder und war zwei Jahre lang in verschiedenen Positionen bei den Arizona Coyotes tätig. Nachdem er dort im Sommer 2021 ausgeschieden war, kehrte Walker für wenige Monate zu den Guelph Storm in einer Funktionärstätigkeit zurück. Im Dezember 2021 wurde er als Assistenztrainer der Vancouver Canucks vorgestellt, eine Position, die er am Saisonende 2021/22 jedoch wieder verließ, um wieder als Cheftrainer der Storm tätig zu sein.

## Erfolge und Auszeichnungen

### National
- 1993 OHL Second All-Star Team
- 1993 CHL Third All-Star Team
- 1995 Teilnahme am AHL All-Star Classic

### International
- 2005 Silbermedaille bei der Weltmeisterschaft

## Karrierestatistik

### International
Vertrat Kanada bei:
- Weltmeisterschaft 1999
- Weltmeisterschaft 2001
- Weltmeisterschaft 2005

(Legende zur Spielerstatistik: Sp oder GP = absolvierte Spiele; T oder G = erzielte Tore; V oder A = erzielte Assists; Pkt oder Pts = erzielte Scorerpunkte; SM oder PIM = erhaltene Strafminuten; +/− = Plus/Minus-Bilanz; PP = erzielte Überzahltore; SH = erzielte Unterzahltore; GW = erzielte Siegtore; 1 Play-downs/Relegation; Kursiv: Statistik nicht vollständig)